# Eupelops kivuensis
Eupelops kivuensis är en kvalsterart som först beskrevs av Balogh 1958.  Eupelops kivuensis ingår i släktet Eupelops och familjen Phenopelopidae. Inga underarter finns listade i Catalogue of Life.